# Kathaidwa
Kathaidwa era la ciutat principal de la regió de Tipiya o Tipiyawa a la Terra Alta Hitita, on es van establir els kashka al segle xiv aC.
Durant el regnat de Subiluliuma I aquest rei va sotmetre els kashka i per un tractat els va obligar a aportar contingents militars al gran rei hitita. Però a la mort del rei, i després d'uns mesos de govern d'Arnuwandas II, els kashka van deixar d'enviar nous contingents.
El nou rei, Mursilis II, va anar a la zona en la seva segona campanya militar (tercer any de regnat). El regne de Tipiya havia començat una guerra contra ell i va prendre per assalt la ciutat de Kathaidwa, i la va destruir. Va fer molts presoners i es va emportar les vaques i les ovelles, i amb tot el botí va retornar a la capital, Hattusa.